# Brambilla (cognome)
Brambilla (pron. brambìlla) è un cognome di lingua italiana.

## Varianti
Brembilla.

## Origine e diffusione
Cognome tipicamente lombardo, è presente anche in Piemonte e Liguria.
Potrebbe derivare dal toponimo Brembilla in provincia di Bergamo, ubicato in Val Brembana, per traslazione della vocale e chiusa nella parlata bergamasca nella a aperta milanese. Un'altra teoria suggerisce che il cognome "Brambilla" derivi dal termine "brambilla", che in dialetto milanese significa "piccolo corvo". Questa teoria suggerisce che i primi portatori del cognome fossero probabilmente cacciatori o allevatori di uccelli
In Italia conta circa 5759 presenze.
La variante Brembilla è bergamasca

## Persone
- Ambrogio Brambilla – pittore, incisore e cartografo italiano
- Andrea Brambilla – attore comico del duo Zuzzurro e Gaspare